# Hällsjön
Hällsjön est un lac en Suède. Il est situé en Offerdal dans la province de Jämtland. Sur sa rive se trouve le village de Kaxås.